# Гіпаріон
Гіпаріон (Hipparion, дав.-гр. ἱππάριον — «коник») — викопний рід трипалих коневих середнього розміру, що належав до вимерлої триби Hipparionini, що існувала близько 10—5 мільйонів років тому. Хоча раніше рід включав більшість Hipparionini, зараз рід більш вузько визначається як гіпаріоніни Євразії пізнього міоцену. Гіпаріони харчувалися переважно травою і мешкали в саванах. Походять від роду Cormohipparion і вимерли через зміни в навколишньому середовищі, такі як похолодання клімату і зниження рівня вуглекислого газу в атмосфері.

## Таксономія

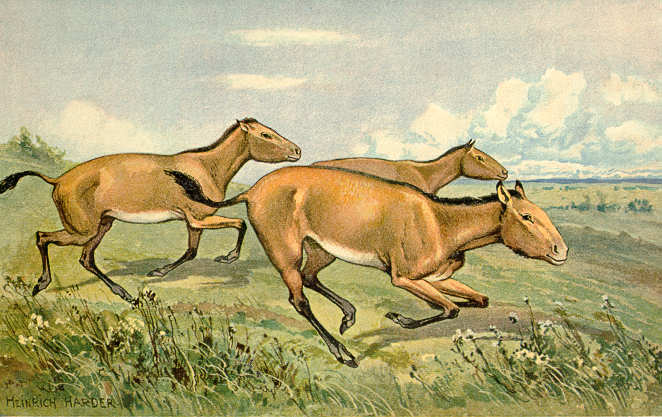
Малюнок зі зображенням гіпаріонів, автор Генріх Гардер

### «Hipparion»у широкому сенсі
Рід «Hipparion» використовувався понад століття для опису понад сотні видів голарктичних Hipparionini з пліоцену та міоцену, які мали три пальці на ногах та ізольовані протокони. З того часу для класифікації цих видів були запропоновані такі групи, як роди Cormohipparion і Neohipparion, зазвичай на основі відмінностей морфології черепа. Зараз ці види відомі як «Hipparion» у sensu lato (s.l.), або «в широкому розумінні».

### Hipparionу вузькому сенсі
Hipparion у sensu stricto (s.s.), або в строгому сенсі, описує рід гіпаріонів Старого світу за рештками, знайденими в Євразії (Франція, Греція, Туреччина, Іран і Китай) з епохи пізнього міоцену (~10—5 млн років тому). Приналежність решток з інших місцезнаходжень, таких як Північна Америка та Африка, до цього роду є невизначеною.

## Опис
Hipparion зазвичай був середнього розміру, близько 1,4 м заввишки в плечах. Приблизна маса тіла гіпаріона залежить від виду, але коливається від 135 до 200 кг.

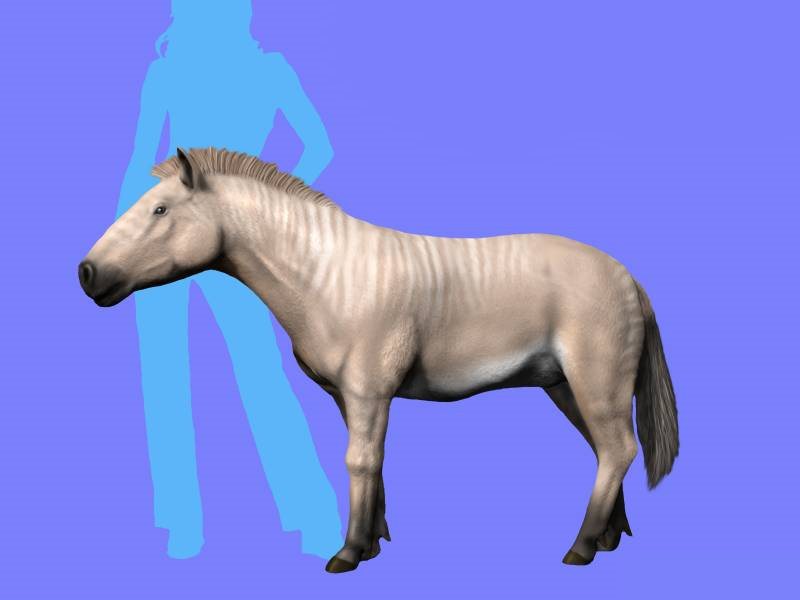
Реконструкція H. forcei

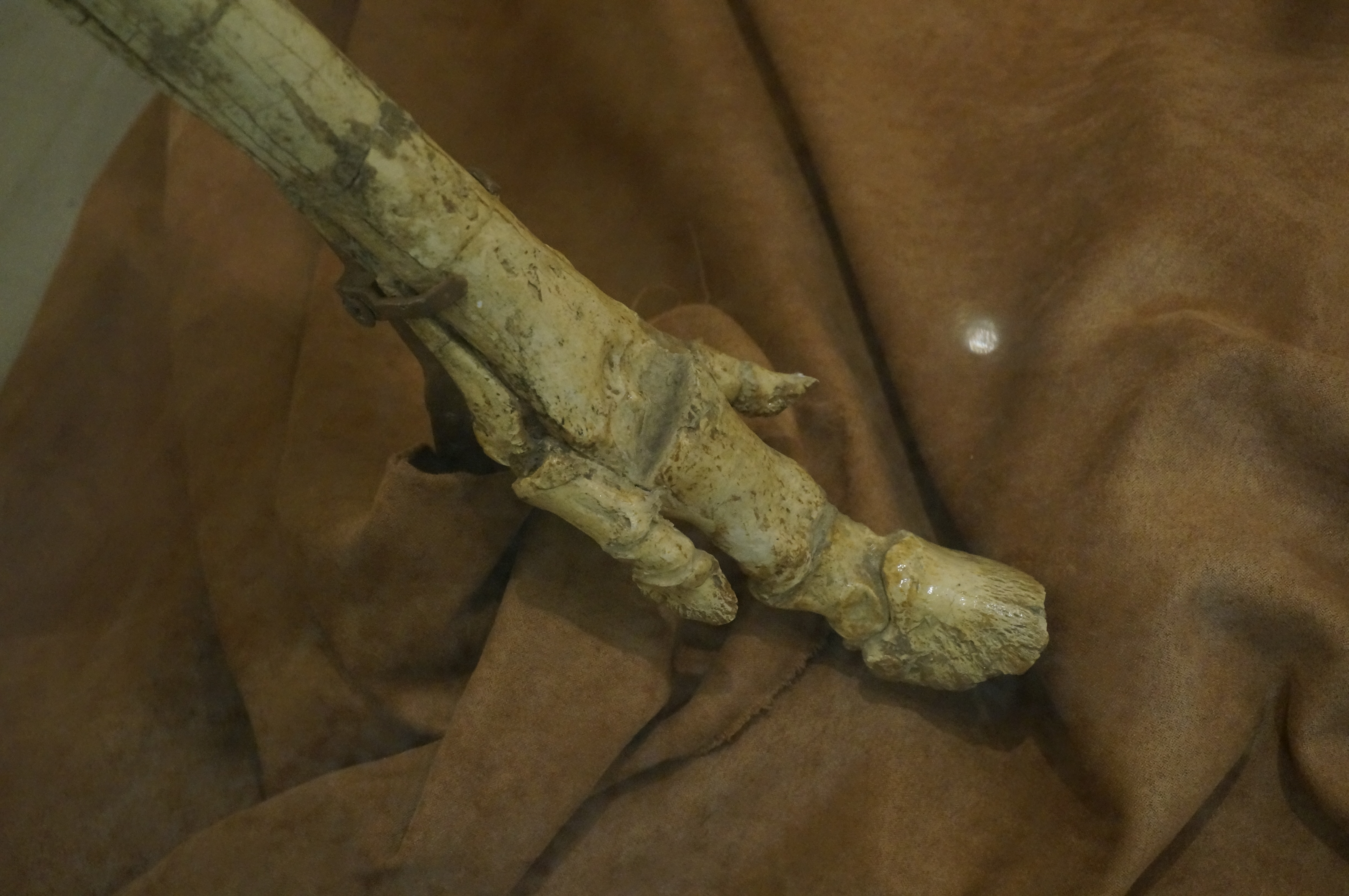
Трипала нога гіпаріона

Гіпаріон загалом нагадував зменшену версію сучасного коня, але мав по два рудиментарних зовнішніх пальці на кожній кінцівці на додаток до копит, тобто був трипалим. У деяких видів ці зовнішні пальці були функціональними.

### Череп

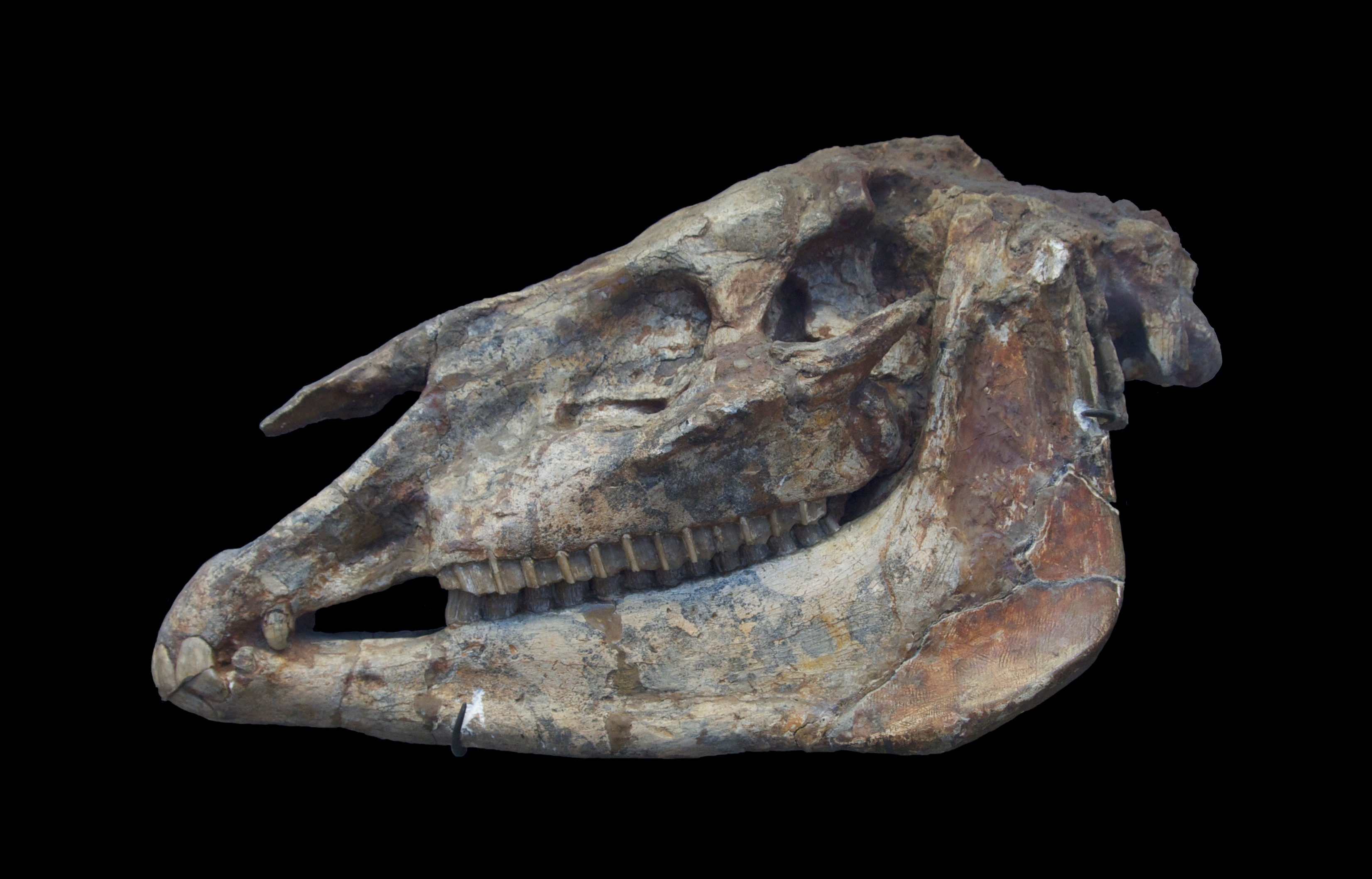
Череп H. gracile

Гіпаріон мав гіпсодонтові (зуби з високими коронками) премоляри і моляри, з висотою коронки близько 60 мм. Рід мав ізольовані протокони у верхніх молярах, що означало, що верхівка зуба, яка називається протоконом, не була з'єднана з зубним гребенем, який називається протолофом. Гіпаріон також характеризується своєю лицьовою ямкою, або заглибленням в черепі, розташованим перед очною ямкою.

## Палеобіологія

### Середовище існування та харчування
Гіпаріон мешкав у саванному біомі Старого світу, або OWSB, що складається з лісових масивів і луків. Мав змішаний раціон, що складалася переважно з трави. На таку дієту вказують викопні докази мікроскопічного зношування — подряпини та ямки на емалі зубів гіпаріона, виявлені за допомогою сканувального електронного мікроскопа (SEM).

### Тривалість життя

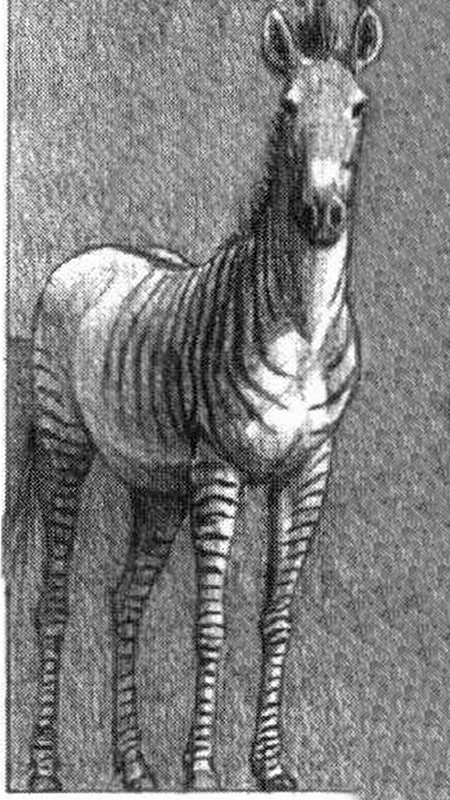
Деталь малюнку Мауріціо Антона. H. cornelianum зображений схожим на сучасну зебру

Гіпаріон досягав скелетної зрілості та, можливо, статевої зрілості у віці близько 3 років. Максимальний вік зразків гіпаріона на момент смерті сягав 10 років.

## Еволюція та вимирання

### Еволюція
Hipparion, ймовірно, еволюціонував від виду Cormohipparion протягом пізнього міоцену, приблизно 11,4—11,0 млн років тому. Вид Cormohipparion occidentale поширився до Євразії та Африки з Північної Америки. Останнім спільним предком гіпаріона і сучасного коня був Merychippus.

### Вимирання
У Старому світі гіпаріон зазнав скорочення популяції та вимирання з півночі на південь, як і багато інших міоценових хребетних. Вважається, що ця тенденція пов'язана з екологічними змінами, спричиненими глобальним похолоданням і зниженням рівня вуглекислого газу в атмосфері.